# 15378 Artin
15378 Artin eller 1997 PJ2 är en asteroid i huvudbältet som upptäcktes den 7 augusti 1997 av den italiensk-amerikanske astronomen Paul G. Comba vid Prescott-observatoriet. Den är uppkallad efter matematikern Emil Artin.